# Lizenzbau
Lizenzbau ist ein Rechtsbegriff. Er bezeichnet den Nachbau eines Produktes mit Erlaubnis des Herstellers, meist gegen finanziellen Ausgleich.

## Rüstungsindustrie
Besonders Schwellenländer kaufen häufig solche Lizenzen von Unternehmen aus Industriestaaten. Im militärischen Sektor bergen solche Lizenzbauten eine gewisse Gefahr und Verhandlungen darüber werden häufig von diplomatischen Verhandlungen begleitet.
In der Schweiz ist es Tradition, ein Waffensystem nicht einzukaufen, sondern in Lizenz zu fertigen. Zum Beispiel wurde bei RUAG die FIM-92 Stinger hergestellt und weiterentwickelt. Insgesamt wurden 3500 Lenkwaffen sowie rund 492 Startgeräte hergestellt.

## Automobilindustrie
Der bis Anfang der 1930er Jahre produzierte BMW 3/15 PS (Dixi) war ein Lizenzbau des Austin 7 von 1909.
Bei Seat wurden seit der Gründung 1950 bis in die 1970er Jahre Fahrzeuge von Fiat in Lizenz gebaut. Die Typenbezeichnung war meist die gleiche (Seat 127 = Fiat 127, Seat 1500 = Fiat 1500).
Bis zur Wende in Osteuropa wurden vor allem in den sozialistischen Ländern Autos in Lizenz gebaut. So in Polen unter der Marke Polski Fiat der Polski Fiat 126p (Fiat 126) und der Polski Fiat 125p (Fiat 125/1500), in der UdSSR der Lada 2101 (Fiat 124) und in Rumänien der Dacia 1100 (Renault 8) und der Dacia 1300 (Renault 12). Für den Fahrzeugbau der DDR wurde 1984 eine Lizenz mit dem Volkswagen-Konzern geschlossen, die eine Produktion des 1,1- und 1,3-Liter-Motors der VW-Reihe EA111 beim Motorenwerk des VEB Barkas-Werke ermöglichte.
BMW konnte 1954 den drohenden Konkurs abwenden, indem das Unternehmen die Iso Isetta des italienischen ISO-Konzerns in Lizenz nachbaute.